# Західний тюркський каганат
Західний тюркський каганат — тюркська держава яка існувала у VI-VII століттях на теренах Центральної Азії, Південно-Західного Сибіру та Південно-Східної Європи. Мала свою столицю у Суябі (за 6 км на південний схід від сучасного киргизького міста Токмок) й літню столицю Навекат — обидві над річкою Чу.

## Історія

### Автономний стан західної частини Тюркського каганату (552—584)
Західний тюркський каганат почав формуватися з призначенням брата хана Бумина, Істемі (помер 576 року) у етнічно інший західний Туркестан і який носив титул «ябгу Заходу». Він спільно з перськими Сассанідами переміг й знищив білих гунів, що були спільниками жужан. Ця перемога зміцнила владу тюрків над шовковим шляхом й підштовхнула аварів до їх військового просування у Руський степ. Саме політика Істемі, яку продовжив його син Тарду привела тюрків до експансії у Східну Європу. 576 року тюрки переправилися через Кімерійський Боспор у Крим, 581 року орда оволоділа Корсунем (Херсонес Таврійський) й гуляла по степах Криму до 590 року.
Тюрки й білі гуни (вже були під васалітетом тюрків), перейшли взаємний кордон з Персією по річці Вакш (Амудар'я) й поширили свою владу на Бактрію разом з Балхом, якими володіли до кінця сторіччя. Перша персько-тюркська війна у 588—589 закінчилися перемогою Сассанідів військами перського спагбода Баграма Чобини. Найпівденніше тюрки з ефталітами доходили до стін Герата. Перси повернули кордон по річці Вакшу.

### Внутрішня боротьба між Заходом й Сходом (584—603)

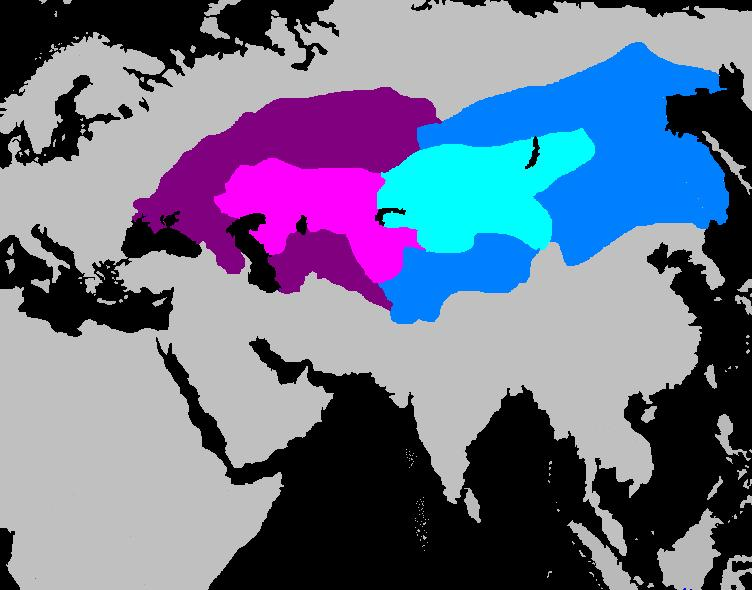
Тюркський каганат з поділом на західних та східних тюрків. Яскравим кольором подані племінні території обох тюкських племінних спілок. Темнішими тонами подані залежні від них племена відповідно до західних й східних тюрок

По смерті в 584 Таспара тюркського хана його бажання обрати каганом сина Мухана Талопьєна було відкинено тюркськими вищими зборами, натомість був обраний Ішбара. Сформувалися прихильники царювання Таспара й Ішбара. У внутрішню політику Тюркії партії претендентів на титул кагана задіювала китайська династія Суй (до 618 року).
Син західного тюркського володаря Істамі Тарду, що став ябгу Заходу 575 року вже після смерті батька оголосив себе незалежним володарем, а за подіями боротьби за владу у Отукані він сам оголосив себе тюркським каганом й пішов з військом заходу на схід на столицю. Каган сходу Ішбар за підмогою звернувся до китайського імператора Ян. На те Тарду атакував китайську столицю Чан'ань приблизно 600 року. Китайці вдалися до підбурення васала західних тюрків Тєле на повстання. До повстанців приєдналися уйгури та сир-тардуши. 603 року Тарду був ймовірно вбитий.

### Утворення каганату
В кінці VI століття від Тюркського каганату відокремилася його східна частина. З тих пір незалежно один від одного стали існувати Західний і Східний каганати.
Західні тюркські хани Джегуй (Шекуї; 610—618) та його молодший брат Токджабгу (Тун ябгу; 618—628) склали угоду з Візантійською імперією проти Персії. Це дало їм змогу поновити кордон по річці Вакш (Амудар'я), на Алтаї та у краї річки Тарим.
У 619 Західний тюркський каганат захопив Бактрію, але був переможений у Другій персо-тюркській війні.
У 626 Тун ябгу почав вторгнення у перське Закавказзя з силами хозарів та візантійського імператора Іраклія, яке також відоме як Третя персько-тюркська війна. Були взяті Дербент, Кавказька Албанія та Тбілісі (разом з візантійцями у 626 році). У квітні 630 року посланець Туна ябги на Закавказзі Бурі-сад послав кінноту у похід на Вірменію, де хозарський генерал Чорпан-Тархан з 3000 вершниками знищив 10000 вершників посланих перським шахом Шахрбаразом. Вторгнення закінчилося вбивством кагана й війська відійшли з Закавказзя.

### Територіальний поділ
Етнічне ядро каганату продовжувало зосереджуватися у Семиріччі. У Трансоксанії мешкали осілі іраномовні согдійці. Під час правління кагана Ішбара  (634—639) проведено територіальну реформу, розділивши країну на 10 племінних провінцій — стріл. Після чого, у візантійських джерелах, західних тюрків почали називати Онок. Країна була розділена на дві племінні спілки: дулу (тулу; район Джунґарії) та нушибі (Захід Тянь-Шану) з межею по річці Чу які мали по 5 «стріл» на чолі кожної стояв шаб. Ці дві племінні спілки ворогували у 630—651 роках.

### Розпад каганату
Скориставшись внутрішньою боротьбою за владу від каганату відпали булгари (створили державу у Поозів'ї Велика Булгарія) разом з сабірами; й хозари на заході каганату. Булгари зорганізовані провідниками з тюркського племені Дуло (Дулу), а хозари — з тюркського племені Ашина.
Китайський імператор Тайцзун був проголошений тюркським каганом. 657 року китайський генерал Су Дінфан захопив східну частину каганату. 659 року китайський імператор оголосив увесь «шовковий шлях» своєю власністю, що включало споконвічні західно-тюркські землі: Джунгарія, Семиріччя.